# Еуклідес Барбоза
Еуклідес Барбоза, також відомий як Жау (порт. Euclydes Barbosa (Jaú), 7 грудня 1909, Сан-Паулу — 26 лютого 1988, там само) — бразильський футболіст, що грав на позиції захисника, зокрема, за клуби «Корінтіанс» та «Васко да Гама», а також національну збірну Бразилії.
Переможець Ліги Пауліста. 

## Клубна кар'єра
У футболі дебютував 1929 року виступами за команду «Скарпо», в якій провів два сезони. 
Своєю грою за цю команду привернув увагу представників тренерського штабу клубу «Корінтіанс», до складу якого приєднався 1932 року. Відіграв за команду з Сан-Паулу наступні п'ять сезонів своєї ігрової кар'єри. Більшість часу, проведеного у складі «Корінтіанс», був основним гравцем захисту команди.
1938 року уклав контракт з клубом «Васко да Гама», у складі якого провів наступні три роки своєї кар'єри гравця. 
Згодом з 1942 по 1943 рік грав у складі клубів «Мадурейра» та «Португеза Деспортос».
Завершив професійну ігрову кар'єру у клубі «Сантус», за команду якого виступав протягом 1944 року.
| Дата       | Місто        | Господарі | Результат | Гості          | Турнір                           | Голи | Примітки |
| ---------- | ------------ | --------- | --------- | -------------- | -------------------------------- | ---- | -------- |
| 27-12-1936 | Буенос-Айрес | Бразилія  | 3 – 2     | Перу           | Чемпіонат Південної Америки 1937 | -    |          |
| 03-01-1937 | Буенос-Айрес | Бразилія  | 6 – 4     | Чилі           | Чемпіонат Південної Америки 1937 | -    |          |
| 13-01-1937 | Буенос-Айрес | Бразилія  | 5 – 0     | Парагвай       | Чемпіонат Південної Америки 1937 | -    |          |
| 19-01-1937 | Буенос-Айрес | Бразилія  | 3 – 2     | Уругвай        | Чемпіонат Південної Америки 1937 | -    |          |
| 30-01-1937 | Буенос-Айрес | Аргентина | 1 – 0     | Бразилія       | Чемпіонат Південної Америки 1937 | -    |          |
| 01-02-1937 | Буенос-Айрес | Аргентина | 2 – 0     | Бразилія       | Чемпіонат Південної Америки 1937 | -    |          |
| 14-06-1938 | Бордо        | Бразилія  | 2 – 1     | Чехословаччина | ЧС 1938 - 1/4 фіналу             | -    |          |
| 18-02-1940 | Сан-Паулу    | Бразилія  | 2 – 2     | Аргентина      | Копа Рока                        | -    |          |
| 25-02-1940 | Сан-Паулу    | Бразилія  | 0 – 3     | Аргентина      | Копа Рока                        | -    |          |
| 05-03-1940 | Буенос-Айрес | Аргентина | 1 – 6     | Бразилія       | Копа Рока                        | -    |          |
| Усього     |              | Матчів    | 10        |                | Голів                            | 0    |          |

Помер 26 лютого 1988 року на 79-му році життя.

## Титули і досягнення
- Переможець Ліги Пауліста (1):

«Корінтіанс»: 1937
- Бронзовий призер чемпіонату світу: 1938
- Срібний призер Чемпіонату Південної Америки: 1937